# Ngadi
Ngadi is een bestuurslaag in het regentschap Kediri van de provincie Oost-Java, Indonesië. Ngadi telt 4551 inwoners (volkstelling 2010).